# Прохладный (Свердловская область)
Прохладный — посёлок в Белоярском районе Свердловской области России. Входит в Белоярский муниципальный округ.
Ранее посёлок входил в состав Косулинского сельсовета Белоярского района.

## География
Посёлок Прохладный расположен в 29 километрах на запад от посёлка Белоярского.

### Часовой пояс
Прохладный, как и вся Свердловская область, находится в часовой зоне МСК+2. Смещение применяемого времени относительно UTC составляет +5:00.

## История
В 1966 году Указом Президиума ВС РСФСР посёлок участка № 1 Косулинского совхоза переименован в Прохладный.

## Население
| 2002 | 2010 | 2021  |
| ---- | ---- | ----- |
| 531  | ↗678 | ↗2481 |

## Инфраструктура
В посёлке Прохладном 45 улиц и три переулка.